# Liarea lepida
Liarea lepida är en snäckart som först beskrevs av Suter 1904.  Liarea lepida ingår i släktet Liarea och familjen Pupinidae. Inga underarter finns listade i Catalogue of Life.